# Primul Imperiu Mexican
Imperiul Mexican (în spaniolă Imperio Mexicano) a fost o monarhie, primul stat indepedent post-colonial în Mexic. A fost singura fostă colonie a Imperiului spaniol care a instituit o monarhie după independență. Împreună cu Imperiul Brazilian și cele două imperii haitiene, acesta a fost unul dintre cele patru imperii de stil european din Americi; a durat doi ani înainte să treacă la forma de republică federală.
A existat de la semnarea Tratatului de la Córdoba și Declarația de Indepedență a Imperiului Mexican în septembrie 1821 până la abdicarea împăratului în martie 1823 când Guvernul Provizoriu a preluat puterea iar Prima Republică Mexicană a fost proclamată în 1824. Monarhul statului a fost Agustín de Iturbide, a domnit ca Împăratul Agustín I al Mexicului.

## Crearea
Diferitele facțiuni pro-indepedență din Mexicul revoluționar s-au îmbinat în jurul a trei principii sau „garanții” pentru independența mexicană față de Spania : acela că Mexicul trebuie să fie o monarhie constituțională indepedentă condusă de un principe conservator european;că americanii, adică toți acei de origine mexicană (indiferent de categoria rasială anterioară), iar cei născuți în zonă, s-ar bucura de acum încolo de drepturi și privilegii egale; și că Biserica Romano-Catolică își va păstra privilegiile și poziția ca religie oficială și exclusivă a țării.
Aceste trei garanții formate de nucleul Planului de la Iguala, modelul revoluționar care, combinând ținta independenței și o constituție cu păstrarea monarhiei catolice, a reunit toate facțiunile mexicane. În cadrul Planului Iguala din 24 februarie 1821, la care s-au înscris majoritatea provinciilor, Congresul mexican a înființat un consiliu de regență, condus de Iturbide.
După semnarea Declarației de Indepedență a Imperiului Mexican din 28 Septembrie 1821, Congresul mexican a încercat să înființeze un commonwealth, prin care Regele Fernando al-VII-lea al Spaniei să fie Împăratul Mexicului, și ambele țări ar fi guvernate de legi separate și ar forma organe legislative separate.
Dacă regele avea o poziție contrară, legea prevedea ca un alt membru al Casei Bourbon să adere la tronul mexican. Totuși, obiectivul a fost doar o tactică politică pentru a calma pe ultimii regaliști și era de așteptat independența deplină.Regele Ferdinand a refuzat însă să recunoască independența Mexicului și a spus că Spania nu va permite niciunui alt prinț european să ia tronul Mexicului.

Steagul Regenței Imperiale

## Decretul
Suveranul Congress Mexican decretează la 22 iunie 1822 următoarele :
- Articolul 1-  Monarhia Mexicană, pe lângă faptul că este moderată și constituțională, este și ereditară.
- Articolul 2- În consecință, Națiunea numește succesiunea Coroanei pentru moartea actualului împărat, primul său fiu Don Agustín Jerónimo de Iturbide. Constituția Imperiului va decide ordinea succesiunii tronului.
- Articolul 3- Prințul coroanei va fi numit „Prinț Imperial” și va avea tratamentul Alteței Imperiale.
- Articolul 4- Fiii și fiicele legitime ale alteței sale vor fi numiți „Prinți mexicani” și vor avea tratamentul Alteței.
- Articolul 5- Don José Joaquín de Iturbide y Arreguí, Părintele H.I.M., este decorat cu titlul de „Prinț al Uniunii” și v-a beneficia de tratamentul Alteței, în timpul vieții sale.

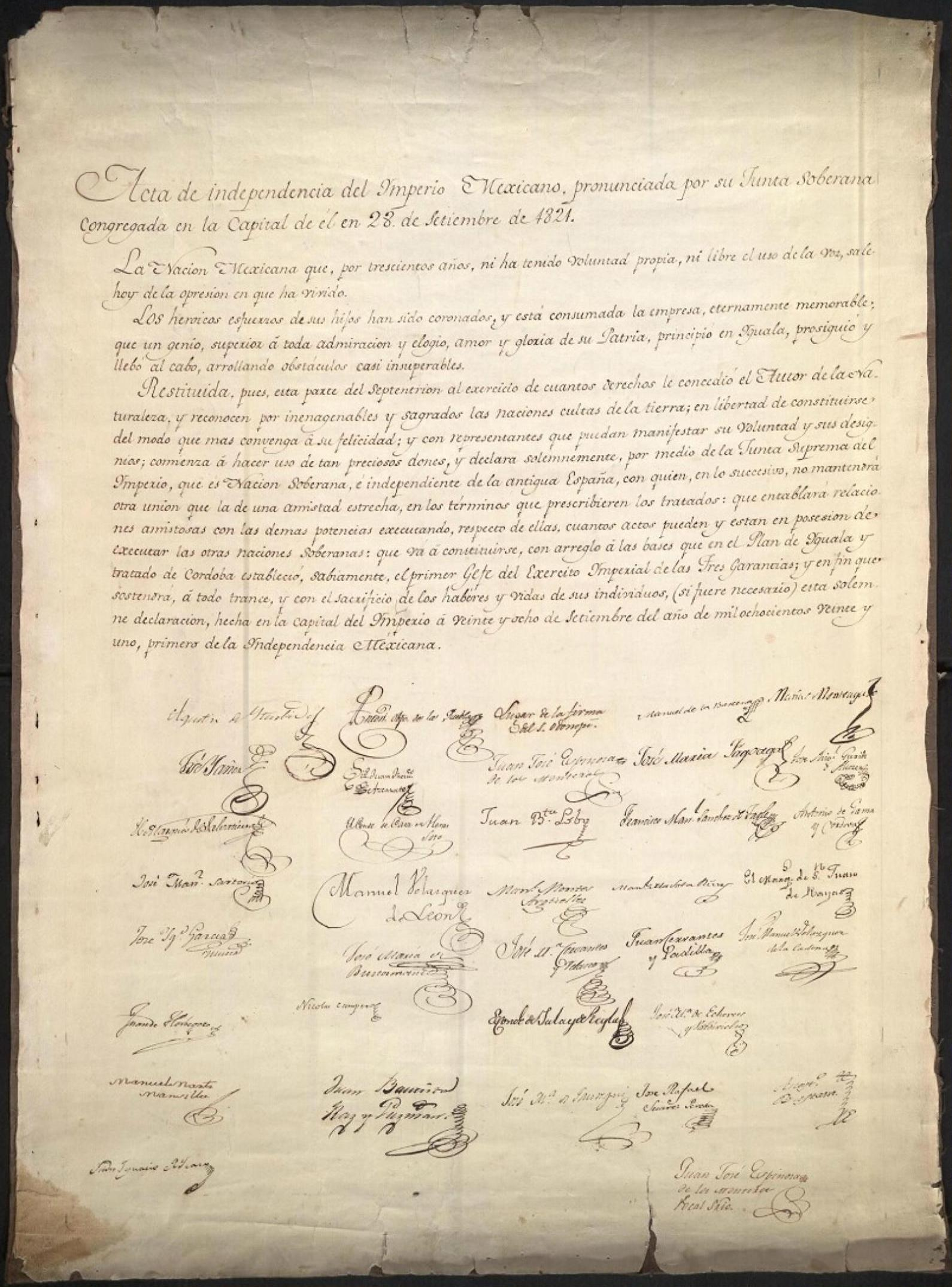
Declarația de Independență, 1821

- Articolul 6- De asemenea, i se acordă titlul de „Prințesa lui Iturbide” și tratamentul Alteței, în timpul vieții sale, Doinei María Nicolasa de Iturbide și Arámburo, sora împăratului.

## Iturbide
Generalul Agustín de Iturbide, un Criollo Mexican care a fost un ofițer regalist și care a condus Armata in faza finală a războiului, a fost ales șef al guvernului provizoriu și al regenței care a deținut puterea imperială în timp ce a fost ales monarh. Iturbide a fost extrem de popular după succesul din războiul de indepedență, și în seara de 18 Mai 1822 o mare demonstrație condusă de Regimentul din Celaya,pe care Iturbide la comandat în timpul războiului, a mărșăluit pe străzile din Mexico City și au cerut comandantul armatei să accepte tronul.
La 19 Mai 1822, Congresul Uniunii l-a numit pe Iturbide împărat. La 21 Mai a emis un decret care să confirme numirea, care a fost oficial o măsură temporară până la găsirea unui monarh european care să conducă Mexicul. Titlul oficial al lui Iturbide a fost : ”Prin Divina Providență ș al Congresului Național, primul împărat constituțional din Mexic” (Spaniolă : Por la Divina Providencia y por el Congreso de la Nación, Primer Emperador Constitucional de México). Încoronarea s-a ținut pe 22 Iulie 1822 în Ciudad de México.
În August 1822 a fost descoperit un complot pentru răsturnarea monarhiei, iar pe 25 august, complotiștii, inclusiv 16 membri ai Congresului, au fost arestați.Întrucât facțiunile din Congres au început să-l critice puternic Iturbide și politicile sale, împăratul a decis la 31 octombrie dizolvarea congresului. Aceasta a condus la răscoale în provinciile țării, cea mai importantă a fost în garnizoana din Veracruz condusă de Antonio López de Santa Anna.Santa Anna și truplele sale s-au revoltat împortriva lui Iturbide, cerând restaurarea Congresului la 1 Decembrie 1822. Santa Anna l-a convins în secret pe Generalul Echávarri, Comandantul forțelor imperiale, să schimbe părțile și să susțină revoluția când era gata să fie proclamată în tot Mexicul. Eroii indepedenței Vicente Guerrero, Nicolás Bravo și Guadalupe Victoria curând s-au alăturat, semnând Planul Casa Mata la 1 Febuarie 1823, care cerea restaurarea Congresului.

## Colapsul

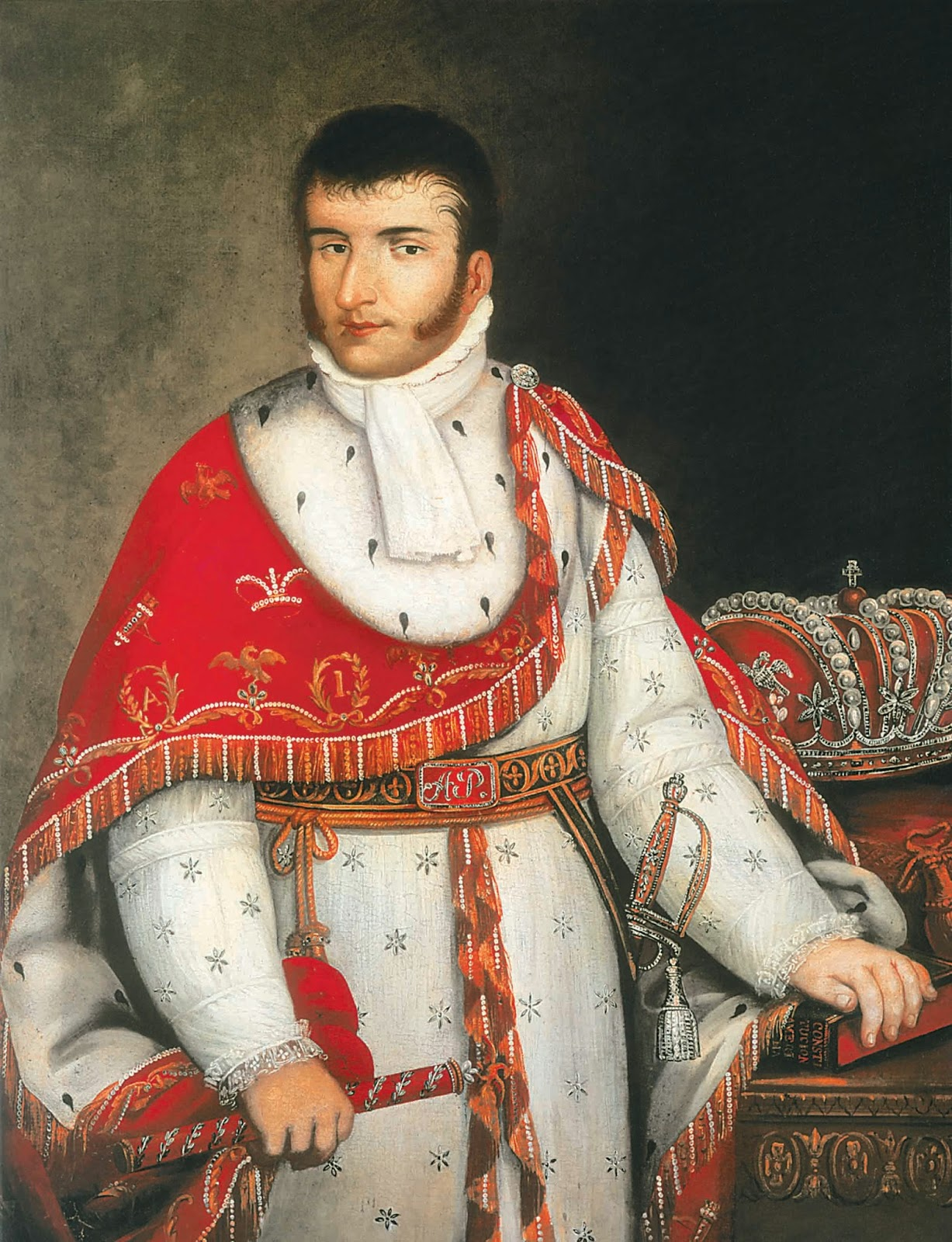
Împăratul Augustin I

Planul Casa Mata, pe care alți generali Mexicani, guvernatori, și mari oficiali guvernamentali l-au semnat curând, nu au recunoscut Primul Imperiu Mexican și au cerut convocarea unui nou Congres.Insurecționiștii au trimis această propunere la guvernele provinciale și au cerut aderarea la acest plan. În decursul a șașe săptămâni, Planul Casa Mata a ajuns în teritorii îndepărtate ca Texas, iar majoritatea provinciilor au sprijinit planul. Fiecare guvern provincial care a acceptat planul și-a retras fidelitatea de la guvernul imperial și și-a asumat suveranitatea în propria provincie.Asta l-a lăsat pe Împăratul Agustín I izolat cu un mic suport în afara Mexico City și câteva facțiuni ale armatei imperiale.În consecință, a restaurat Congresul pe care îl desființase anterior, a abdicat de la tron și a fugit din țară la 19 martie 1823. Santa Anna și ceilalți susținători ai Planului Casa Mata au continuat să supravegheze redactarea unei noi constituții și instituirea Primei Republici Mexicane în anul următor.

## Teritoriul

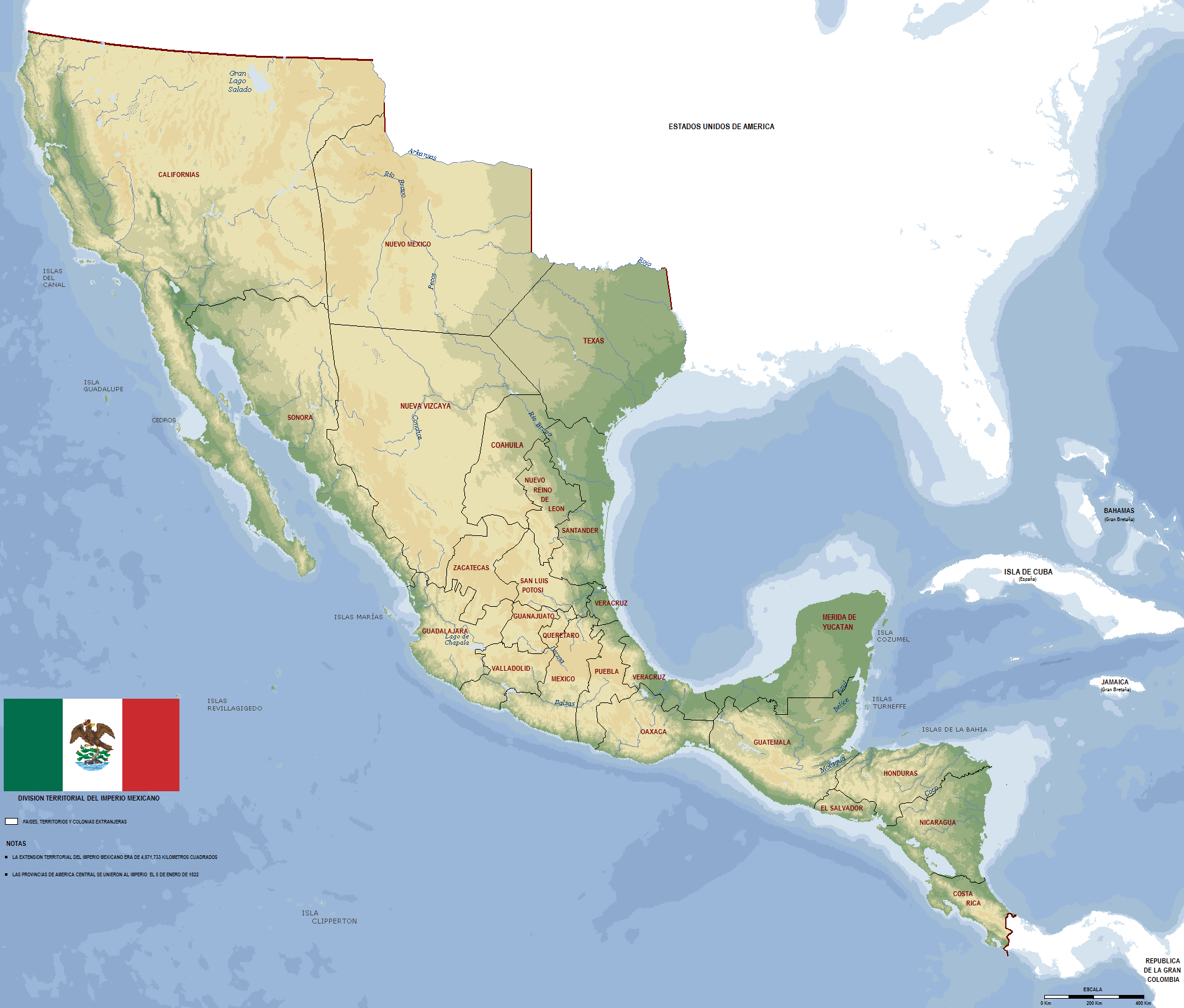
Harta Primului Imperiu Mexican 1821

Teritoriul Imperiului Mexican corespundea cu granițele Viceregatului Noii Spanii, excluzând teritoriile Cubei, Santo Domingo și Filipine. Sub Primul Imperiu, Mexicul a ajuns la cea mai mare întindere teritorială din istoria sa, ajungând din nordul Californiei până la provinciile din America Centrală (exluzând Panama, ea a făcut parte din Gran Columbia) care inițial nu aprobase să devină parte a Imperiului Mexic, ci s-a alăturat Imperiului la scurt timp după independența lor.
După abdicarea Împăratului, la 29 Martie Generalul mexican Vicente Filisola, a solicitat convocarea unui nou Congres din America Centrală, iar la 1 iulie 1823 provinciile din America Centrală au format Republica Federală America Centrală, doar provincia Chiapas a ales să rămână o parte a Mexicului ca stat. Evoluția teritorială ulterioară a Mexicului în următoarele câteva decenii (în principal cedările către Statele Unite) ar reduce în cele din urmă Mexicul la mai puțin de jumătate.